# Спицын, Виктор Иванович
Ви́ктор Ива́нович Спи́цын (12 (25) апреля 1902 года, Москва — 30 января 1988 года, там же) — советский исследователь в областях общей и неорганической химии, радиохимии, академик АН СССР (1958), Герой Социалистического Труда (1969), лауреат Государственной премии СССР (1986), член Саксонской Академии Наук (Германия), почётный член Польского химического общества, почётный доктор Лейпцигского и Вроцлавского университетов.

## Основные даты жизни
По национальности русский.

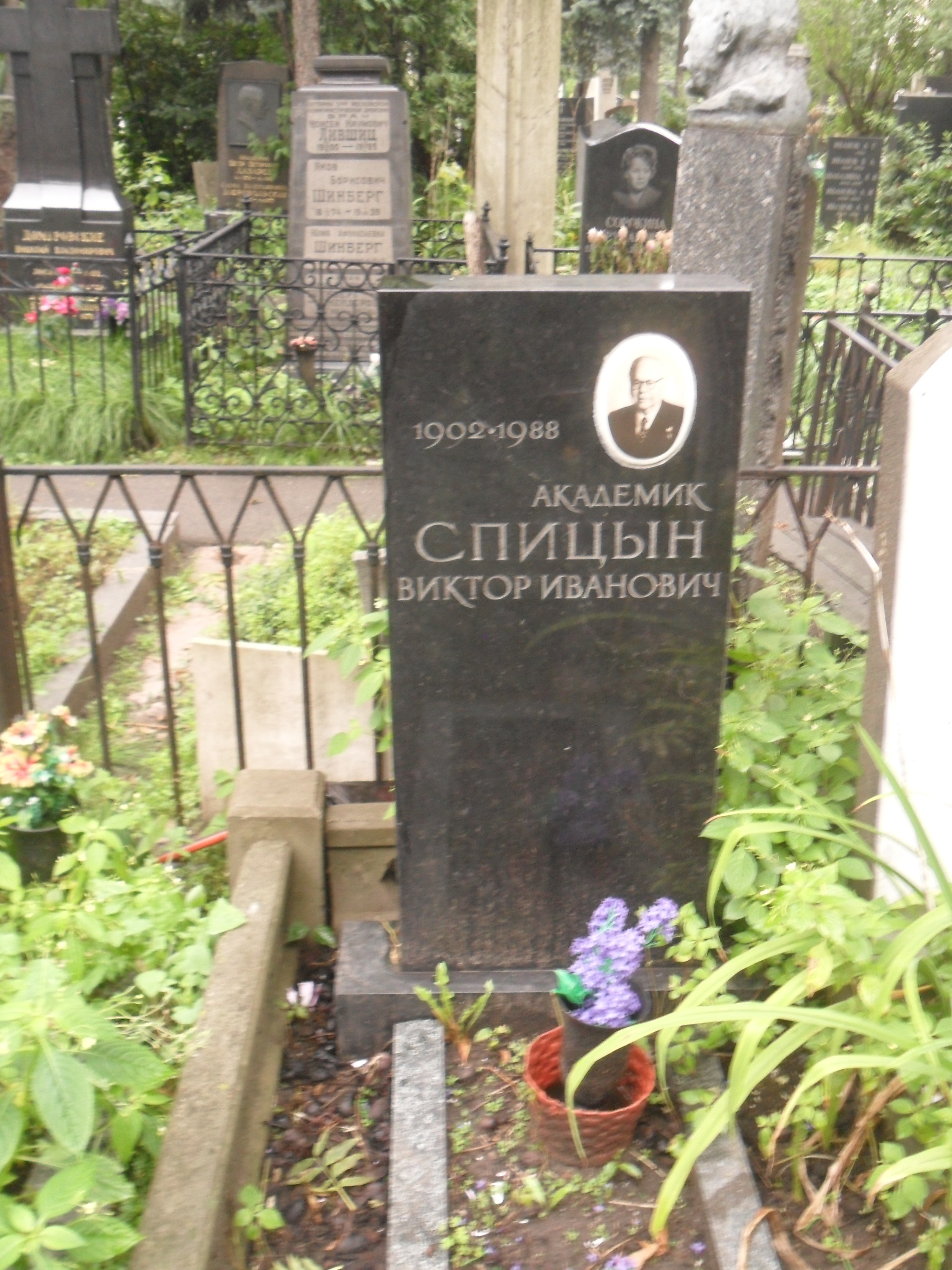
Могила Спицына на Новодевичьем кладбище

Важнейшие этапы творческого пути перечислены в материалах «Научного полка» на сайте ИФХЭ РАН.
- 1910—1919 Обучение в Московской практической академии коммерческих наук.
- 1919—1922 Студент физико-математического факультета Московского университета.
- 1922—1924 Ассистент кафедры неорганической химии медицинского факультета Московского университета.
- 1924—1930 Ассистент кафедры общей химии в Московском университете:
  - 1923—1925 Химик Вольфрамовой лаборатории Московского кабельного завода;
  - 1925—1928 Химик на Московском Электрозаводе;
  - 1928—1931 Старший научный сотрудник Института прикладной минералогии и цветной металлургии;
- 1927 — Преподаватель Московской горной академии[2].
- 1930—1932 Доцент, профессор Московского Электромашиностроительного института — Динамо.
- 1932—1934 Заместитель начальника Бюро новых металлов Союзредмета и технический директор завода.
- 1932—1942 Заведующий кафедрой неорганической химии химического факультета Московского индустриально-педагогического института им. К. Либкнехта.
- 1934—1937, 1940—1942 Декан химического факультета Московского индустриально-педагогического института им. К. Либкнехта. в 1934 году утверждён в звании профессора. В 1938 году присвоена учёная степень кандидата химических наук.
- 1942—1988 Профессор, заведующий кафедрой неорганической химии Московского университета
  - 1942—1948 Проректор Московского университета по научной работе;
  - 1943, март — И .В. Курчатов пишет М.Г. Первухину о привлечении проректора МГУ В.И. Спицына  к работе по Атомному проекту. [3]
  - 1945 Защита диссертации на соискание учёной степени доктора химических наук «Новые материалы к химии цезия»;
  - 1946 Избран членом-корреспондентом Академии наук СССР;
  - 1951 Назначен заместителем директора ИФХ АН СССР,
  - 1952—1988 Основатель и первый заведующий Лабораторией радиохимических исследований Института физической химии АН СССР; преемник — проф., заслуженный деятель науки РФ Перетрухин Владимир Фёдорович[4],
  - 1953—1988 Директор Института физической химии АН СССР, предшественник — Акимов Георгий Владимирович, приемник — Полукаров Юрий Михайлович, и заведующий Отделом радиохимии Института физической химии АН СССР;
  - 1958 Избран действительным членом Академии наук СССР;
  - 1958—1988 Член редколлегии журналов «Радиохимия» и «Журнала неорганической химии»;
  - 1967—1988 Главный редактор «Журнала неорганической химии»;
  - 1987—1988 Почётный директор Института физической химии АН СССР.

В. И. Спицын — воспитанник Московского университета. В 1942—1948 г. В. И. Спицын — проректор МГУ по научной работе. Был уволен с этого поста за отказ применения санкций к профессорам МГУ в рамках «борьбы с космополитами».
Был в числе академиков АН СССР, подписавших в 1973 году письмо учёных в газету «Правда» с осуждением «поведения академика А. Д. Сахарова». [1][2]
Как заведующий кафедрой неорганической химии, В. И. Спицын все годы читал основной курс лекций по неорганической химии для студентов Химического факультета МГУ. Его лекции являлись примером простого, доходчивого и исчерпывающего изложения сложнейшего материала, они отражали современное состояние неорганической химии, ставили глубокие вопросы, пробуждали у слушателей большой интерес к науке [3].
На посту директора ИФХ АН СССР осуществлял научное руководство по вопросам обращения с радиоактивными отходами в рамках «Атомного проекта» в СССР. Особое внимание уделял вопросам безопасного захоронения радиоактивных отходов (совм. с В. Д. Балуковой, Е. В. Захаровой), хроматографическим методам выделения ценных компонентов РАО (совместно с П. А. Назаровым, В. М. Гелисом, В. В. Милютиным), развитию химии трансурановых элементов (совместно с А. Д. Гельман, Н. Н. Кротом, А. М. Федосеевым, В. Ф. Перетрухиным), химии технеция (совм. с А. Ф. Кузиной, С. В. Крючковым, К. Э. Германом, О. А. Балаховским), вопросам радиационной химии (Б. Г. Ершов и А. К. Пикаев), анализу радиоактивных материалов (совм. с П. Я. Глазуновым, М. С. Григорьевым), технологическим аспектам переработки радиоактивнх растворов (совм. с Озиранером, В. И. Каретой, Н. Е. Брежневой, Г. В. Корпусовым и др.).
В 2010 году дирекцией Института физической химии и электрохимии им. А. Н. Фрумкина РАН (преемник Института физической химии АН СССР) учреждена и вручается ежегодная Премия имени академика Виктора Ивановича Спицына для молодых учёных за лучшую работу в области радиохимии.
Дизайн медали выполнил художник-дизайнер Игорь Петров [4]..[5]..

## Вклад в науку
В. И. Спицын является одним из основоположников советской химической школы в области химии и технологии молибдена, вольфрама, тантала, технеция и бериллия. Под его руководством был также выполнен ряд работ по химии рения и редкоземельных элементов. Большую роль в развитии химических наук и технологий сыграли также труды В. И. Спицына по химии комплексных соединений, урана и ряда трансурановых элементов, проблемам радиохимии, химии технеция и радиационной химии.
Лауреат Премии Совета Министров СССР, 1976, за цикл работ по исследованию и выделению технеция (вместе с Кузиной Анной Фёдоровной). В 1983 году награждён золотой медалью имени Д. И. Менделеева за цикл работ на тему «Создание физико-химических основ и разработка методов получения высокочистых веществ».

### Основные сочинения
- Методы работы с применением радиоактивных индикаторов, М., 1955 (совм. с др.)
- Физико-химические свойства радиоактивных твёрдых тел, М., 1973 (совм. с В. В. Громовым)
- Искусственные радионуклиды в морской среде, М., 1975 (совместно с В. В. Громовым)
- Спицын В. И., Мартыненко Л. И. Неорганическая химия. — М.: МГУ, 1991, 1994.
- Спицын В. И., Кузина А. Ф. Технеций. — М.: Наука, 1981. — 150 с. — 400 экз.